# Conotyla elpenor
Conotyla elpenor är en mångfotingart som beskrevs av Shear 1971. Conotyla elpenor ingår i släktet Conotyla och familjen Conotylidae. Inga underarter finns listade i Catalogue of Life.